# Didia Clara
Pour les articles homonymes, voir Didia.
Didia Clara, née vers 153, était la fille unique du sénateur Marcus Didius Julianus et de son épouse Manlia Scantilla.

## Biographie
Dans sa jeunesse, elle fut fiancée à l'un de ses cousins germains, mais en 193, elle épousa Sextus Cornelius Repentinus, qui fut gouverneur de Lusitanie ca. 188 et préfet de Rome avant 193, pendant la courte période où son père fut empereur. Elle était réputée pour être l'une des plus belles femmes de Rome, mais en fait rien n'est connu de ses agissements. Cette même année 193, elle fut Augusta quelques mois, quand son père devint empereur après avoir « acheté » l'empire aux prétoriens.
Après la destitution et la décapitation de son père le 1er juin 193, et la mort de sa mère le mois suivant il semble qu'elle survécut mais les historiens ignorent ce qu'elle devint. Septime Sévère, le nouvel empereur, lui fit enlever son titre d'Augusta.